# Optima
Optima es el nombre de un tipo de letra diseñado por Hermann Zapf entre los años de 1952 y 1955, para la Fundición Stempel, teniendo así un diseño humanista con formas afiladas evocadoras de la pluma caligráfica. Entre sus influencias podemos observar los alfabetos grabados en piedra en la Roma Antigua, así como las tipografías propias de comienzos del renacimiento.
La tipografía Optima, consiste en un tipo de letra sans-serif o de palo seco humanística que fue dibujada para la casa fundidora Stempel entre los años de 1952 y 1955; Optima en principio se parece a las tipografías clásicas o romanas. Sin embargo, sus trazos están delicadamente alargados y tan solo se observan algunas características de los tipos de letra con serifas. El diseño Optima sigue los parámetros de las tipografías humanistas, pero su variante itálica es una oblicua. La familia tipográfica Optima podría considerarse como una letra romana sin serifas.
Al igual que la Palatino, (otra creación de Zapf) la Optima ha sido ampliamente admirada e imitada; En la colección de tipografías Bitstream , Optima es llamada Zapf Humanist. Otras copias de Optima son Optane de la colección WSI Fonts , Opulent por Rubicon, y CG Omega.

## Historia
Los primeros diseños que hizo Zapf para esta tipografía tienen lugar en el 1950, durante la visita que realizó a la Santa Cruz de Florencia. Todo surgió porque vio una lápida grabada con la interpretación renacentista de las mayúsculas romanas en el suelo de la basílica. Elaboró el primer diseño en un billete y en él se ven las características que tendrá la tipografía una vez desarrollada: trazos muy elegantes y dinámicos, del estilo de las romanas renacentistas. El diseño final fue cerrado en 1952. 
En 1950 hizo sus primeros bosquejos mientras visitaba la iglesia de Santa Croce, en Florencia, viendo unas letras que fueran grabadas en el suelo en 1530. Como no tenía ningún papel a mano, tuvo que dibujar las letras en dos billetes que llevaba. En 1952, después de numerosas pruebas de legibilidad, acabó los primeros dibujos y sería finalmente cortada por August Rosenberger en 1958. Era la tipografía preferida de Zapf, que la utilizó para diseñar la tarjeta de invitación de su boda. En 2002, junto con Akira Kobayashi, Hermann la rediseña de nuevo, ajustándola y expandiendo la familia, dando como resultado la Optima Nova. 1

## Análisis

### Versatilidades
Son la elegancia clara y simple de sus formas sin serifas, junto con sus toques tallados afilados, es una tipografía popular en todo el mundo. La tipografía Optima es una tipografía que tiene todo tipo de uso, funciona para casi cualquier cosa, desde libros de texto a señalizaciones. Es una tipografía que está disponible en 12 pesos y 4 fuentes de compañía con caracteres de Europa central.
Al igual que la Palatino, —otra creación de Zapf— la Optima ha sido ampliamente admirada e imitada; En la colección de tipografías Bitstream , Optima es llamada Zapf Humanist. Otras copias de Optima son Optane de la colección WSI Fonts , Opulent por Rubicon, y CG Omega.

### Terminales
Optima es una tipografía basada en las inscripciones romanas y se distingue por sus terminales muy acampanados. Sus curvas y rectas de esta tipografía varía minuciosamente para que tengas una impresión de que es una tipografía elegante y clara. Es una mezcla entre las tipografías de palo seco y el estilo de las letras con serifa.

### Trazos
Trazos muy elegantes y dinámicos típico de las tipografías romanas renacentistas. No son monolíneas y se puede afirmar que tienen una versión romana pero sin serifas, es decir sin remates en las terminaciones. Sus trazos presentan un ligero contraste, contrastado con la apariencia mecánica de los de estilo palo seco.

### Trazos irregulares
Si bien el darle forma a los trazos ha quedado atenuado, la versión definitiva tiene aun un estilo de las inscripciones lapidarias. No son monolíneas y se puede afirmar que son una versión románica pero sin serif, es decir sin los remates en las terminaciones.
Los calibres de los trazos no son uniformes, sus trazos están delicadamente alargados y tan solo se observan algunas características de los tipos de letras con serifa.

### Contraforma
Las letras se basaban en la sección áurea y fue desarrollada después de los estudios y croquis realizados en Italia en 1950. Se trata de un diseño mezclado de romana  sans-serif, el resultado ha sido esta tipografía de hasta modulada. Es un tipo raro de sans-serif, optima tiene una ligera hinchazón en el terminal de la producción.
Su diseño sigue líneas Humanistas pero su cursiva no es más que una variación oblicua, esencialmente una romana sin cursiva, característica de letras tales como una sola planta, una base y redondeando. También poco convencional para los sans contemporáneos.

### Legibilidad
La legibilidad de esta tipografía se distingue porque es una de las más caligráficas de todas las palo seco, debido a que tienen variaciones en el groso de línea y mucha más legibilidad que otros estilos de letra palo seco. No son monolíneas y se puede afirmar que son una versión de la romana pero sin serifas.